# Unia horodelska
Unia horodelska lub zjazd horodelski – unia zawarta 2 października 1413 roku w Horodle pomiędzy Koroną Królestwa Polskiego a Wielkim Księstwem Litewskim, której zwieńczeniem było spisanie trzech aktów. Pierwszy akt podpisali król Polski Władysław II Jagiełło i wielki książę litewski Witold. Drugi i trzeci akt skomponowali odpowiednio szlachta polska i bojarzy litewsko-ruscy .
Wydarzenie to zbliżyło kulturowo oba kraje. Wielkie Księstwo Litewskie przyjęło polskie instytucje kasztelanów i wojewodów. 47 wybranych przez Witolda bojarów litewskich wyznania katolickiego, zostało adoptowanych przez polskie rody herbowe i otrzymało polskie herby, stając się tym samym częścią polskiej szlachty.
Unia zapoczątkowała szlachectwo w Wielkim Księstwie Litewskim na wzór zachodnioeuropejski (z dziedzicznym systemem identyfikacji heraldycznej), a także wzrost pozycji szlachty litewskiej. Był to jeden z głównych kroków w kierunku modernizacji i europeizacji Wielkiego Księstwa Litewskiego.
Zjazd horodelski potwierdził wspólną politykę obu państw, wprowadził instytucję odrębnego wielkiego księcia litewskiego, wybieranego przez króla Królestwa Korony Polskiej, za radą i wiedzą bojarów wielkolitewskich oraz panów polskich.
Unia horodelska była trzecią z kolei unią polsko-litewską, po podpisanych wcześniej traktatach unii krewskiej (1385) oraz unii wileńsko-radomskiej (1401), przyczyniła się też do zawiązania unii lubelskiej (1569) .

## Historia

### Tło historyczne
Korona Królestwa Polskiego i Wielkie Księstwo Litewskie były połączone unią personalną od unii w Krewie z 1385 roku. Oba kraje były rządzone przez Władysława II Jagiełłę. Jednak po wojnie domowej na Litwie (1389–1392) i ugodzie ostrowskiej – Witold uzyskał najwyższą władzę na Litwie. Podstawy prawne stosunków polsko-litewskich ponownie przeanalizowała unia wileńsko-radomska z 1401 roku, która potwierdziła de facto niepodległość Litwy i de iure zwierzchnictwo Polski. Witold stał się znany pod tytułem Wielkiego Księcia Litewskiego (magnus dux) i cieszył się ogromną władzą na Litwie, choć technicznie podlegał Władysławowi II Jagielle, „Najwyższemu Księciu” (supremus dux), będącego zarazem królem Polski. Związek został podpisany po tym, jak armia Witolda została dotkliwie pokonana w bitwie nad Worsklą, a osłabiona Litwa szukała polskiego wsparcia. Wykorzystując klęskę Litwy, Księstwo Smoleńskie, Nowogród Wielki i Psków zbuntowały się przeciwko władzy litewskiej, wciągając Witolda do wojny z Wielkim Księstwem Moskiewskim. Jednak w ciągu kilku lat pokój na wschodzie został przywrócony.
W 1409 roku drugie powstanie żmudzkie przeciwko Krzyżakom przerodziło się w wielką wojnę polsko-litewsko-krzyżacką. Połączone siły polsko-litewskie pokonały Krzyżaków w decydującej bitwie pod Grunwaldem w 1410 roku. Jednak wojna nie rozwiązała wszystkich sporów i do 1413 roku Polska i Litwa przygotowywały się do kolejnej wojny z Zakonem Krzyżackim (zob. Wojna głodowa). Wydarzenia te zachęciły Polskę i Litwę do zrewidowania swoich stosunków.

### Unia horodelska
2 października 1413 roku, pod miejscowością Horodło nad Bugiem, nieopodal Hrubieszowa, na terenie ówczesnej Korony Królestwa Polskiego, w obecnym województwie lubelskim, doszło do zjazdu szlachty polskiej, na czele z królem Władysławem Jagiełłą i bojarstwa litewsko-ruskiego, na czele z wielkim księciem Witoldem.
Obie strony przybyły do tego miejsca, aby zacieśnić zawarte wcześniej między sobą unie, które łączyły te narody już dwadzieścia osiem lat. Jednym ze środków, mających dokonać tego zbliżenia, było zbratanie wyższych warstw społecznych obu narodów (tj. szlachtę i bojarstwo) poprzez adopcję herbową. Toteż na mocy unii horodelskiej, Władysław Jagiełło w sposób formalny zrównał w prawach bojarów litewsko-ruskich, którzy przyjęli wiarę chrześcijańską w obrządku łacińskim, ze szlachtą polską . Kilkadziesiąt polskich rodów rycerskich przyjęło wówczas do swych herbów, a tym samym do swych wspólnot rodowych, taką samą ilość rodów bojarskich z Litwy i Żmudzi, rozpoczynając tym samym stan szlachecki w tamtych krainach.
Precedens został zagwarantowany przez obustronnie wystawione dokumenty, do których przywieszone zostały pieczęcie przedstawicieli odnośnych rodów i z imiennym wyszczególnieniem zarówno adoptujących (szlachta), jak też adoptowanych (bojarstwo). Tym dwóm sporządzonym wspólnie przez szlachtę polską i bojarstwo litewsko-ruskie dokumentom towarzyszył trzeci, wystawiony wspólnie przez Władysława Jagiełłę i Witolda Kiejstutowicza, do którego przywieszone zostały pieczęcie obu z nich.
Akt sporządzony przez władców, powtarzał starą formułę „włączenia” Wielkiego Księstwa Litewskiego do Korony Królestwa Polskiego, potwierdzał też zrównanie w prawach szlachty polskiej i bojarów litewsko-ruskich przyjętych do wspólnoty Kościoła katolickiego; zawierał obustronne zobowiązanie na przyszłość, dotyczące wspólnej elekcji zarówno króla Polski, jak też Wielkiego Księcia Litewskiego; zapowiadał w razie potrzeby wspólne narady przedstawicieli obu państw, które miałyby się odbywać w Lublinie lub w Parczewie, lub w innym dogodnym miejscu .
Mimo że w Horodle powtórzono ową stosowaną od czasu aktu krewskiego formułę włączenia Wielkiego Księstwa Litewskiego do Korony i formalnie odstąpiono od niej dopiero w latach czterdziestych XV wieku, to w innych sprawach zjazd horodelski 1413 r. manifestował już zasadę równości stron. Jest rzeczą znamienną, że właśnie w tym czasie pojawił się herb polsko-litewski, przedstawiający w układzie szachownicowym polski znak Orła w koronie i litewski znak Pogoni. Symbolizował on jak najbardziej zasadę równości, a nie podporządkowania .

### Znaczenie herbu wśród szlachty
Zrozumienie istotności roli herbu w życiu społeczeństwa szlacheckiego pozwala nam na bardziej dosadną interpretację doniosłości aktu horodelskiego. Rycerstwo polskie odziedziczało herby po swych przodkach, pełniły wówczas funkcję pamiątki, znamienia przynależności do rodu i do stanu szlacheckiego, a także jako legitymacji do korzystania z praw i przywilejów, przywiązanych do tego stanu. Przed nieprawnym wdzieraniem się niepowołanych osób do herbu i rodu, szlachta polska broniła się wszelkimi możliwymi sposobami, w czym pomagał środek prawny, znany jako nagana szlachectwa. Szlachcic odbierał za największą obelgę zarzut nieprawnego noszenia czyjegoś herbu, broniąc się sądownie przeciw niesłusznym zarzutom.
Szlachta polska podzieliła się wówczas swoimi herbami, wspólnością rodową i przywilejami stanowymi z członkami niższego kulturalnie narodu, obcego pochodzeniem, obyczajami, a niekiedy mową, z którym w czasach nie tak odległych prowadziła wiekowe walki. Wszystko to stało się możliwe po zaledwie 28 latach współżycia politycznego, zapoczątkowanego związkiem krwi rodzimych dynastii, przechodzeniem wyższych warstw społecznych Wielkiego Księstwa Litewskiego na katolicyzm, a także wspólnie stoczonymi bitwami nad Worsklą oraz pod Grunwaldem.

### Pieczęcie przy akcie
Dwa z trzech aktów unii horodelskiej doznały nierównego losu, gdy u pierwszego z nich, przechowanego niegdyś w Nieświeżu, dochowało się jeszcze 44 pieczęci (z 47 niegdyś przywieszonych), to drugi, znajdujący się dziś w Muzeum Książąt Czartoryskich w Krakowie, potracił z nich prawie wszystkie, tak, że dziś zaledwie cztery udaje się rozpoznać.
Jednakże, na podstawie notatek sfragistyczno-heraldycznych Jana Zamojskiego, który ok. 1570 roku opisał owe dokumenty i wiszące u nich pieczęcie, możemy odtworzyć ich przeważną część, bo 37 (z 45 niegdyś przywieszonych). Bliższe zbadanie tych pieczęci okazało, że przy każdym z tych dwóch dokumentów wiszą pieczęcie zarówno Polaków jak i Litwinów, co tłumaczy się obustronnym charakterem przymierza horodelskiego. Pieczęcie przywieszone do aktów przez Litwinów mają już herby polskie, wbrew dotychczasowemu mniemaniu, wyrażonemu pierwszy raz przez Antoni Małeckiego, jakoby przy akcie bojarów litewskich wisiały pieczęcie z ich rodzimymi (litewskimi) godłami.

### Rodzime godła bojarów
Zestawienie pieczęci z aktów horodelskich z pocztem 47 wymienionych w tekstach aktów rodów adoptujących, wykazuje nadwyżkę kilku rodów adoptujących. Wynika stąd, że dany poczet nie jest pełny, na co też wskazuje słówko etc., umiejscowione na samym końcu tekstu aktu. Jest to ważne spostrzeżenie, gdyż stwierdza, że więcej rodów litewskich zostało adoptowanych w Horodle, niż jest ich wymienionych w tekstach. Zasób tych rodów daje się jeszcze obliczyć drogą zbadania sfragistyki bojarskiej z najbliższego czasu po Horodle, oraz późniejszej heraldyki litewskiej.
Adopcja unii horodelskiej nie objęła wówczas całego bojarstwa. Wskazują na to dwa fakty; pierwszy z nich to wiadomość, zawarta w aktach horodelskich, że w. ks. lit. Witold dokonał wyboru rodów bojarskich, przeznaczonych do adopcji. Drugim faktem jest pohorodelski materiał sfragistyczny, czyli odnalezienie pieczęci z rodzimymi godłami litewskimi.
Badania Władysława Semkowicza, wykazały, że przynajmniej niektórzy bojarzy, adoptowani do herbów polskich również posiadali – przed unią horodelską – takie godła herbowe, można z nich wyróżnić dwa typy: zachodnio-europejski i ruski. Inną sprawą jest fakt, czy można te godła uważać za herby w zachodnio-europejskiem pojęciu, jako znamiona przynależności do stanu szlachty. Semkowicz wykazał, że godła te są tylko zwyczajnymi znakami pieczętnymi, takimi, jakich używali np. milesi polscy w XII i XIII wieku. Decydującym w tym względzie momentem jest to, że bojarowie przed 1413 rokiem nie byli szlachtą w pojęciu zamkniętego stanu i jako tacy nie mogli mieć herbów. Stwierdza to również Jan Długosz oraz ich własny akt wystawiony w Horodle. Pojęcie szlachectwa wprowadziła na Litwę dopiero unia horodelska, a środkami uszlachetnienia była adopcja herbowa, nadająca bojarom herby polskie oraz przywilej królewski, porównujący ich z szlachtą polską. Dopiero adopcja herbowa w połączeniu z przywilejem królewskim, złożyła się na nobilitację.

## Postanowienia
Unia horodelska powtórzyła i rozszerzyła niektóre postulaty dokumentu unii w Krewie z 1385 r. i postanowienia unii wileńsko-radomskiej z 1401 r., jednak przyniosła szereg nowości:
- forma zawarcia porozumienia, którą było wydanie jednego z dokumentów unijnych Jagiełły i Witolda w dwóch jednobrzmiących egzemplarzach, co stanowiło jedyny taki przypadek w XV wieku
- adopcja przez przedstawicieli co najmniej 47 polskich rodów heraldycznych (z których do dziś ustalono tylko część) do swoich herbów i zawołań tyluż panów i bojarów litewskich
- po raz pierwszy określono bojarów litewskich polskim terminem „szlachta” (potomkowie „adoptowanych” praktycznie zmonopolizowali elitę urzędniczą aż do czasu panowania Aleksandra Jagiellończyka)
- ustanowiono stałą instytucję i elekcję wielkiego księcia litewskiego oraz potwierdzono odrębność Wielkiego Księstwa Litewskiego. Odtąd też Polacy i Litwini mieli uczestniczyć w elekcjach królewskiej i wielkoksiążęcej, ale nie na zasadzie równorzędności
- po śmierci księcia Witolda Wielkie Księstwo Litewskie miało otrzymać nowego wielkiego księcia, ale wyznaczyć go miał król za radą panów koronnych i litewskich. Tron litewski nie był więc dziedziczny. Z kolei tylko po bezpotomnej śmierci Jagiełły i jego potomków panowie polscy mieli wybrać jego następcę za zgodą wielkiego księcia i panów litewskich[9].
- wzorem Korony ustanowiono cztery wysokie urzędy w stołecznych grodach Wielkiego Księstwa Litewskiego – wojewodów i kasztelanów w Wilnie i Trokach, które przeznaczono wyłącznie dla katolików. Oznaczało to wprowadzenie w Wielkim Księstwie nowego podziału administracyjnego[9].

## Fragmenty preambuły i zakończenie aktu

Państwo polsko-litewskie w latach 1386–1434

Fragmenty preambuły (komparycji) i zakończenie (początek w języku łacińskim i dalej w polskim tłumaczeniu) podpisanego aktu:
In nomine Domini amen. Ad perpetuam rei memoriam. Debitores sumus spiritualis alimoniae salutaria illis pocula ministrare, quibus praesidentes temporalium commodorum praestamus suffragia, ut quos ad corporis necessitatem sustentamus, salutis etiam ipsis, quantum nostra sufficit facultas, ministeria porrigamus, ne, dum temporalibus insistimus profectibus, vitae commoda negligere videamur et, unde dona benedictionis et bravium exspectamus sempiternum, inde vitae detrimenta sentiamus et praemiis destituti adoptatis nulla laboris nostri commoda consequamur. …

W imię Boże amen. Na wieczną pamięć. Jesteśmy powinni duchownego pokarmu i zbawiennego napoju użyczać tym, którym panując pożytków docześnych podajemy podpomożenia, abyśmy tym, które ku cielesnej potrzebie podejmujemy, i zbawienne też nauki im, ile z nas może być, podawali, iżbyśmy się nie zdali tylko o pożytkach docześnych starać a wieczne opuszczać, i skąd darów błogosławieństwa i zapłaty wiecznej czekamy, aby stąd nie poczuliśmy uszkodzenia żywota wiecznego i aby za prace nasze nie stradaliśmy pożytków zapłaty pożądanej. …
i dalej tylko w polskim tłumaczeniu:
Dla tego my Władysław z łaski Bożej król polski i ziem krakowskiej, sandomirskiej, sieradzkiej, lanczyckiej, kujawskiej, litewskiej nawyższe książę, pomorski, ruski pan i dziedzic i Aleksander rzeczony Witold wielkie książę litewskie i ziem ruskich pan i dziedzic, oznajmujemy przez niniejszy list, którym to wiedzieć przynależy wszystkim teraz i potym będącym, którzy tego wiadomość będą mieć, iż ziemie litewskie i ich obywatele poddani państwu naszemu (którym częstokroć rękę szczodrobliwości naszej rozciągamy i o pożytki ich starając się mieliśmy o tym pieczą, jakobyśmy za częstym staraniem stan i zawołanie ich uczynili zacniejsze), chcąc tedy je z wielkiem pożądaniem w nabożeństwie przyjętej wiary na potomne czasy utwierdzić i ugruntować, aby je nawyższy Pan, za którego łaską a staraniem naszym wzięli oświecenie wiary ku chwale i czci imienia swego i tejże wiary powszechnej oświeceniu, pomazaniem łaski swej utwierdził, iż gdyśmy ich częstokroć dary szczodrobliwości naszej pocieszyli, tedy też, jako nabarziej być może, chcemy je duchownemi dary zachować i przez dobre sprawy i prace zatrzymać. Którzy aby w stałości wiary tym lepiej się ćwiczyli, iżeby z cnoty w cnotę postępowali, jarzmo niewolej, w której do tego czasu byli zamotani i związani, z szyje ich składając i rozwięzując, z wrodzonej nam szczodrobliwości i łaski jem wolności, swobody, łaski, exempcje i przywileje, które zwykły być dawane ludziom powszechnej wiary, wedle zamknienia w sobie niniejszego przywileju dajemy i użyczamy.
fragment zakończenia:
Działo się w miasteczku Hrodle przy rzece Bugu na sejmie walnym w dzień wtóry miesiąca października roku Pańskiego tysiącznego czterzechsetnego trzynastego. Dan przez ręce uczciwego w Panu Chrystusie ojca, księdza biskupa krakowskiego [Wojciecha Jastrzębca], nawyższego kanclerza Królestwa polskiego, nam szczerze miłego, a pisan przez ręce [Stanisława] Ciołka kanonika sandomierskiego, sekretarza naszego.

## Horodelska adopcja herbowa
| Herb | Herb        | Adoptujący (polska szlachta)                                                                                  | Adoptowani (litewscy bojarzy) | Osoba przytłaczająca pieczęć dołączoną do aktu | p.     |
| ---- | ----------- | --- | ----------------------------- | ---------------------------------------------- | ------ |
|      | Abdank      | Piotr z Widawy, Jakub z Rogoźna                                                                               | Jan Gasztołd                  | Jakub z Rogoźna                                | [ 11 ] |
|      | Bogoria     | Marek z Nakola                                                                                                | Stanisław Wyssygin            | Marek z Nakola                                 | [ 12 ] |
|      | Bychawa     | [ h ] | Monstold                      | [ i ]                                          | [ 13 ] |
|      | Ciołek      | Stanisław z Brześcia                                                                                          | Jan Ewild                     | Stanisław z Brześcia                           | [ 14 ] |
|      | Dębno       | Dobiesław z Oleśnicy                                                                                          | Wojciech Korejwa              | Dobiesław z Oleśnicy                           | [ 15 ] |
|      | Doliwa      | Maciej Kot, Janusz Furman, Piotr z Falkowa                                                                    | Piotr Naczko                  | Piotr z Falkowa                                | [ 16 ] |
|      | Dołęga      | [ j ] | Monstwild                     | [ k ]                                          | [ 12 ] |
|      | Drya        | Janusz z Tuliszkowa                                                                                           | Mikołaj Tawtygierd            | Janusz z Tuliszkowa                            | [ 17 ] |
|      | Działosza   | [ l ] | Piotr Wołczko                 | [ m ]                                          | [ 18 ] |
|      | Gierałt     | Mikołaj z Gorzkowa                                                                                            | Surgut                        | Mikołaj z Gorzkowa                             | [ 19 ] |
|      | Godziemba   | Andrzej z Lubrańca, Andrzej                                                                                   | Stanisław Butowtowicz         | Andrzej                                        | [ 14 ] |
|      | Gryf        | [ o ] | Butowt                        | Butowt                                         | [ 20 ] |
|      | Grzymała    | Domarat z Kobylan                                                                                             | Jan Rymwidowicz               | [ p ]                                          | [ 21 ] |
|      | Janina      | Maciej Janina, Piotr Tur, Mikołaj z Suchodołu                                                                 | Woysym                        | Mikołaj z Suchodołu                            | [ 13 ] |
|      | Jastrzębiec | Wojciech Jastrzębiec, Marcin z Lubienicy                                                                      | Jan Niemira                   | Wojciech Jastrzębiec                           | [ 22 ] |
|      | Jelita      | Klemens z Mokrska, Florian z Korytnicy                                                                        | Gerdut                        | Florian z Korytnicy                            | [ 23 ] |
|      | Korczak     | [ q ] | Czupa                         | [ r ]                                          | [ 23 ] |
|      | Kot Morski  | [ s ] | Wojsznar                      | Wojsznar                                       | [ 24 ] |
|      | Leliwa      | Jan z Tarnowa, Jadwiga z Leżenic                                                                              | Wojciech Moniwid              | Jadwiga z Leżenic                              | [ 25 ] |
|      | Lis         | Krystyn z Kozichgłów                                                                                          | Jan Sunigajło                 | Jan Sunigajło                                  | [ 26 ] |
|      | Łabędź      | Dersław ze Skrzynna                                                                                           | Andrzej Goligunt              | [ u ]                                          | [ 27 ] |
|      | Łodzia      | Mościc ze Stęszewa                                                                                            | Miczus                        | Miczus                                         | [ 28 ] |
|      | Nałęcz      | Sędziwój z Ostrorga, Mikołaj z Czarnkowa                                                                      | Koczan                        | Sędziwój Ostroróg                              | [ 28 ] |
|      | Nowina      | Mikołaj z Sepna                                                                                               | Mikołaj Bejnar                | Mikołaj z Sepna                                | [ 29 ] |
|      | Odrowąż     | Jan ze Szczekocin                                                                                             | Wyszegerd                     | Jan ze Szczekocin                              | [ 30 ] |
|      | Ogończyk    | Wojciech z Kościoła, Mikołaj z Taczewa                                                                        | Jerzy Sangaw                  | Mikołaj z Taczewa                              | [ 31 ] |
|      | Oksza       | Mikołaj ze Strzelc, Klemens ze Strzelc                                                                        | Jan Minimund                  | Klemens ze Strzelc                             | [ 13 ] |
|      | Ossoria     | Mikołaj z Korabiewic                                                                                          | Twerbud                       | Mikołaj z Korabiewic                           | [ 32 ] |
|      | Pierzchała  | Piotr z Włoszczowa, Henryk z Radomina                                                                         | Dauksza                       | Henryk z Radomina                              | [ 33 ] |
|      | Pobóg       | Jakub z Koniecpola, Piotr z Popowa                                                                            | Rało                          | [ z ]                                          | [ 34 ] |
|      | Pomian      | Jan Pella | Stanisław Sak                 | Stanisław Sak                                  | [ 35 ] |
|      | Poraj       | Mikołaj z Michałowa, Jaka                                                                                     | Mikołaj Bylimin               | [ aa ]                                         | [ 36 ] |
|      | Półkozic    | Jan z Rzeszowa, Jan Ligęza, Michał z Bogumiłowic, Jan z Bogumiłowic, Paweł z Bogumiłowic, Marcin z Wrocimowic | Wołczko Kulwa                 | Jan z Bogumiłowic                              | [ 37 ] |
|      | Rawicz      | Krystyn z Ostrowa, Grot z Jankowic                                                                            | Michał Minigajło              | [ ab ]                                         | [ 38 ] |
|      | Rola        | Jan z Łąkoszyna, Mikołaj                                                                                      | Daugel                        | [ ac ]                                         | [ 24 ] |
|      | Sulima      | Stanisław z Klimontowa                                                                                        | Rodywił                       | Stanisław z Klimontowa                         | [ 39 ] |
|      | Syrokomla   | Jakub z Kurdwanowa                                                                                            | Jakub Minigajło               | [ ad ]                                         | [ 24 ] |
|      | Szreniawa   | Jan z Łańcuchowa                                                                                              | Jadat                         | Jan z Łańcuchowa                               | [ 20 ] |
|      | Świnka      | [ ae ] | Andrzej Dewknotowicz          | [ af ]                                         | [ 13 ] |
|      | Topacz      | [ ag ] | Getowt                        | Getowt                                         | [ 18 ] |
|      | Topór       | Maciej z Wąsosza                                                                                              | Jan Butrym                    | Jan Butrym                                     | [ 40 ] |
|      | Trąby       | Mikołaj Trąba                                                                                                 | Krystyn Ościk                 | Krystyn Ościk                                  | [ 41 ] |
|      | Trzaska     | [ ah ] | Wojdyło                       | [ ai ]                                         | [ 42 ] |
|      | Wadwicz     | Jan Mężyk z Dąbrowy                                                                                           | Piotr Montygerd               | Jan Mężyk z Dąbrowy                            | [ 43 ] |
|      | Wąż         | [ aj ] | Konczan                       | [ ak ]                                         | [ 14 ] |
|      | Zadora      | Zbigniew z Brzezia                                                                                            | Jan Jawnuta                   | Jan Jawnuta                                    | [ 44 ] |
|      | Zaremba     | Jan z Królikowa, Marcin z Kalinowej                                                                           | Ginett                        | Marcin z Kalinowej                             | [ 45 ] |

Władysław Semkowicz wzmiankuje jeszcze jeden ród obecny podczas Unii w Horodle. Przy akcie horodelskim wisi bowiem pieczęć, przywieszona przez bojara, którego bez wątpliwości da się odczytać jedynie imię, jednakże nazwa miejscowa jest trudna do odczytania i ma zaledwie kilka czytelnych liter. Herb ten na tarczy przedstawia literę S przechyloną w prawo, z krzyżem na wierzchu. Według Semkowicza nie może być to herb Szreniawa, ponieważ pieczęć ze Szreniawą przywiesił niejaki Jan z Grodziny i zachowała się ona w dobrym stanie przy akcie. Sugeruje natomiast, że jest to herb Bylina, znany z pieczęci i opisów z końca XIV i początku XV wieku jako S z krzyżem. Jedyną trudnością może być fakt, że ród Bylinów nie jest wymieniony w aktach horodelskich pośród rodów adoptujących w unii horodelskiej. Rozwiązaniem na ten problem może okazać się zakończenie aktu pocztu zbratanych rodów słówkiem etc., pozwalające domyślić się większej liczby rodów adoptujących.

## Upamiętnienie

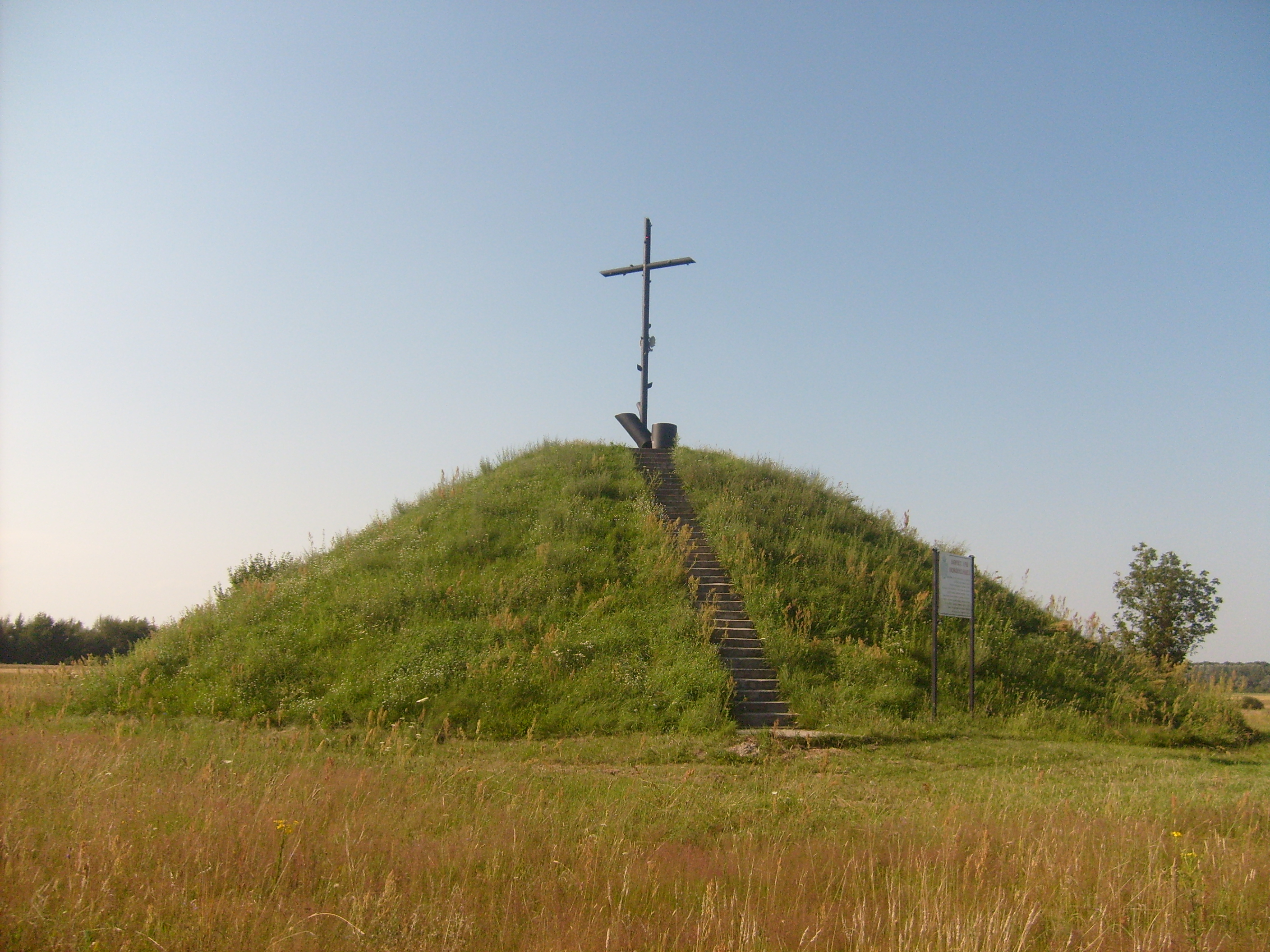
Kopiec usypany w 1861 roku w Horodle, dla uczczenia 448 rocznicy Unii.

W dniu 10 października 1861 r. na fali ówczesnych nastrojów politycznych w Królestwie Polskim, pod Horodłem odbyła się ogromna jak na owe czasy 10 tys. manifestacja ludności rozmaitych stanów i wyznań, przybyłej tu z różnych części Rzeczypospolitej, dla uczczenia 448 rocznicy unii horodelskiej. Kopiec został zniszczony niedługo później przez władze carskie. W 1924 r. odnowiono go i podwyższono do 11 m. oraz ustawiono na nim metalowy krzyż. Ma on wygląd ściętego pnia drzewa z którego wyrasta nowa odrośl w postaci krzyża – jest to symbol odrodzonej Polski.
2 października część środowisk kresowych obchodzi Dzień Jedności Kresowian.